# روبرت دبليو برات
روبرت دبليو برات (بالإنجليزية: Robert W. Pratt)‏ (و. 1947 – م) هو محامي، وقاضي من الولايات المتحدة الأمريكية .

## التعليم
تعلم في Loras College.